# Judith Altenberger
Judith Altenberger (* 1996) ist eine österreichische Schauspielerin.

## Leben
Judith Altenberger erhielt eine Schauspielausbildung unter anderem von 2016 bis 2018 bei Previn Moore, von 2017 bis 2019 bei Dorothee Hartinger und 2022 bei Steven Ditmyer.
Mit dem Theaterensemble Nesterval und brut Wien spielte sie in der Saison 2018/19 unter der Regie von Martin Finnland in Das Dorf und 2019 in Das Festbankett die Magda, beim Internationalen Theaterfestival SCHÄXPIR war sie 2019 in Eine Sommernachtsmatrix als Snug zu sehen. Ebenfalls 2019 wirkte sie bei den Salzburger Festspielen unter der Regie von Simon Stone in Medée als Tänzerin mit. In der Saison 2019/20 spielte sie am Theater Nestroyhof Hamakom in Der letzte Mensch.
2020 drehte sie die Kurzfilme Schwimmen von Theresa Augusta und Seegfrörni am Zürichsee von Matthias Gaudenz Riedo, 2021 folgten die Kurzfilme Sei einfach still, bitte! von Florian Köppl und Sucht nach dir, erneut unter der Regie von Theresa Augusta.
Im Kinofilm Breaking the Ice (Wenn wir die Regeln brechen) mit Alina Schaller als Eishockey-Kapitänin Mira übernahm sie die Rolle von deren Teamkollegin Theresa. Für ihre Darstellung der Theresa wurde sie beim Filmfestival Max Ophüls Preis 2023 in der Kategorie Bester Schauspielnachwuchs nominiert. Im SWR/ORF-Fernsehfilm Gesicht der Erinnerung spielte sie die 16-jährige Christina, während diese Rolle in höherem Alter von ihrer älteren Schwester Verena Altenberger dargestellt wurde. Ab Herbst 2022 drehte sie für die ORF/BR/SRF-Coming-of-Age-Serie School of Champions über ein Elite-Ski-Internat.

## Filmografie (Auswahl)
- 2022: Breaking the Ice (Kinofilm)
- 2022: Gesicht der Erinnerung (Fernsehfilm)
- seit 2024: School of Champions (Fernsehserie)
- 2024: Kafka (Fernsehserie)
- 2024: Landkrimi – Steirergift (Fernsehreihe)
- 2025: Die Toten von Salzburg – Mord in bester Lage (Fernsehreihe)

## Auszeichnungen und Nominierungen (Auswahl)
- Filmfestival Max Ophüls Preis 2023 – Nominierung in der Kategorie Bester Schauspielnachwuchs für Breaking the Ice[8]